# Pinheiro Cinemas
Pinheiro Supermercados Cinemas, também conhecido como Pinheiro Cinemas ou Cine Bom Vizinho é uma empresa brasileira,  que atua no ramo de exibição cinematográfica. Pertence ao Grupo Pinheiro, rede de supermercados do Estado do Ceará e sua sede fica na cidade de Sobral. Seu parque exibidor é formado por cinco complexos de cinema, totalizando onze salas, média de 2,20 salas por complexo, todos eles instalados em cidades do interior do Ceará. Suas 1 145 poltronas perfazem uma média de 104,09  assentos por sala.

## História
A primeira experiência da empresa no ramo da exibição cinematográfica se deu em 2003, com a abertura do Cine Renato Aragão na cidade de Sobral, nas instalações da filial daquela cidade, que havia sido inaugurada no ano anterior, cujo nome homenageia o humorista cearense nascido naquela cidade. Esse primeiro empreendimento possuía originalmente duas salas e foi bem recebido pelo público local, o que levou a sua ampliação para três salas em fevereiro de 2013 e a disponibilização  do recurso de Cinema 3D, o primeiro do interior do Estado.
Como conseqüência,  a empresa  transformou-se em rede de cinemas ao abrir novos complexos na cidade de Limoeiro do Norte, em  agosto de 2010, e na cidade de Quixadá, em fevereiro de 2014, todos eles instalados no interior dos supermercados. Em setembro de 2015, nova filial  foi aberta, desta vez no Shopping Bom Vizinho na cidade de Aracati, um centro comercial de pequeno porte com 35 operações.
É a única rede de cinemas com sede no Estado do Ceará, e ocupou a 40ª posição entre os maiores exibidores brasileiros por número de salas em março de 2015, de acordo o portal especializada em mercado de cinema Filme B. No que se refere ao processo de digitalização (substituição dos projetores de película 35mm por equipamentos digitais), a rede atingiu apenas 28,6% das suas salas naquele mesmo período.  A empresa manifestou o interesse de abrir cinemas nas demais lojas da rede, o que poderia ampliar a oferta de salas no interior do Ceará. Para seu proprietário, é uma atividade que agrega valor ao varejo, pois segundo ele "..nós observamos que o cinema nos tornava ponto destino. As pessoas iam para o supermercado e ficavam para o cinema. A cultura está muito próxima do varejo e ficamos estimulados após a experiência de sucesso em Sobral".

### Cinemas em supermercados
Apesar desse referencial favorável, cinemas instalados em supermercados não são muitos comuns no Brasil, onde o grosso das suas salas de exibição estão instaladas em complexos multiplex, a exceção de pequenos cinemas situados em centros comerciais de menor porte ou das chamadas salas de rua, cada dia em menor número. Fora isso, temos salas em centros culturais e museus, boa parte deles dedicados à exibição de filmes alternativos ou atividade cineclubista.
Em janeiro de 2006, a rede de Supermercados Queluz da cidade de Curitibanos, do Estado de Santa Catarina, adentrou no mercado exibidor ao abrir uma sala na primeira loja da empresa, ampliando depois para as filiais das cidades de Caçador e Canoinhas, criando assim o Cine Queluz. Ao lado do Cine Bom Vizinho, são as únicas empresas brasileiras deste segmento do varejo a atuar como exibidores.
Outra experiência semelhante foi a da rede de Supermercados Carrefour, que anunciou em 2009 a intenção de abrir 200 salas de cinema em espaços ociosos das suas filiais brasileiras, o que poderia aumentar o acesso das salas à classe C, público-alvo desta empreitada. Entretanto, ela não atuaria como exibidora, pois este papel seria exercido pela Inovação Cinemas, empresa criada para este fim pelos empreendedores Adhemar Oliveira, proprietário do Cinespaço e Thierry Perrone, da empresa de consultoria Investimage. Tal iniciativa seria financiada com recursos do BNDES e do programa "Cinema perto de você" da ANCINE, e até setembro de 2015 somente um complexo de seis salas foi aberto, localizado na filial da Carrefour do bairro Jardim Sulacap da cidade do Rio de Janeiro. A inauguração aconteceu em outubro de 2010.

## Público
Abaixo, público da rede no período de 2008 até 2019, considerando o somatório de todas as salas. A variação se refere a uma comparação com o ano anterior. Verifica-se que há um crescimento progressivo da plateia (com exceção dos anos de 2012 e 2018, onde houve uma quase estagnação), que atingiu 681,22% no período avaliado. Os dados de 2008 até 2014 foram extraídos do banco de dados Box Office do portal de cinema Filme B. Já os dados de 2016 em diante procedem do Relatório "Informe Anual Distribuição em Salas Detalhado", do Observatório Brasileiro do Cinema e do Audiovisual (OCA) da ANCINE.
| Ano  | Público total | Ranking no país | Market Share | Variação |
| ---- | ------------- | --------------- | ------------ | -------- |
| 2008 | 24 339        | 97º             | 0,03%        | ano-base |
| 2009 | 38 146        | 97º             | 0,03%        | 56,73%   |
| 2010 | 71 083        | 73º             | 0,03%        | 86,34%   |
| 2011 | 91 520        | 60º             | 0,06%        | 28,75%   |
| 2012 | 91 795        | 66º             | 0,06%        | 0,30%    |
| 2013 | 109 270       | 56º             | 0,07%        | 19,04%   |
| 2014 | 126 076       | 50º             | 0,08%        | 15,38%   |
| 2015 | n.d.          | n.d.            | n.d.         | n.d.     |
| 2016 | 125 930       | 47º             | 0,07%        | 0,12%    |
| 2017 | 160 952       | 42º             | 0,09%        | 27,8%    |
| 2018 | 138 014       | 43º             | 0,09%        | 14,25%   |
| 2019 | 165 803       | 44º             | 0,09%        | 20,13%   |